# Betty Mindlin
Betty Mindlin (São Paulo, 31 de março de 1942)  é uma antropóloga, etnóloga, pesquisadora, escritora brasileira e professora visitante do Instituto de Estudos Avançados (IEA) da Universidade de São Paulo (USP). Desenvolve pesquisas sobre direitos, demarcação de terras indígenas e educação indígena. Além de pesquisas sobre direito reprodutivo, saúde, diversidade cultural e grandes projetos e ambientes.

## Biografia
Betty Mindlin é filha do bibliófilo José Mindlin. Foi casada com Celso Lafer, ministro das Relações Exteriores. Mãe de Manuel Mindlin Lafer (músico, médico e pesquisador de vacinas aplicadas em comunidades indígenas do Parque do Xingu) e de Inês Mindlin Lafer (psicóloga).  
Em 19633, graduou-se em Economia pela Faculdade de Economia, Administração e Contabilidade da Universidade de São Paulo (FEA-USP).
Foi docente da mesma instituição entre os anos de 1964 e 1969. Concluiu o mestrado na Cornell University, Estados Unidos, em 1967.
Em 1979, Betty realizou pesquisas com os indígenas do povo Suruí (que se autodenominam paiter, que significa gente ou nós mesmos) que habitam a região central de Rondônia. Realizou pesquisas de campo apoiadas pela Fundação de Amparo à Pesquisa do Estado de São Paulo (Fapesp) e pela Escola de Administração de Empresas da Fundação Getúlio Vargas (Eaesp-FGV), onde foi docente. Como pesquisadora pôde observar as mudanças que marcaram a cidade de Rondônia e que foram resultadas do crescente fluxo migratório, do impacto de grandes empresas e de relações entre os indígenas e grupos urbanos. Especialista nas questões indígenas, destacou a necessidade do cumprimento de direitos e a importância das lutas para a demarcação de Terras Indígenas.
Doutorou-se em Antropologia pela Pontifícia Universidade Católica de São Paulo (1984). Sua tese de doutorado foi sobre os Suruí, um trabalho que levou à publicação de Nós, Paiter (1985).
Realizou estágio de Pós-doutorado na Fundação Instituto de Pesquisas Econômicas (1989).
Especializou-se em estudos sobre a cultura indígena, em especial mitos e outras tradições.

## Realizações
Sobre sua pesquisa com os Suruí disse, em entrevista:
| “ | Meu jeito de fazer pesquisa era e é ainda, em larga medida, relacionar-me com todas as pessoas. Procurei ficar amiga de todos - por curiosidade, porque sempre, em cada viagem, descobrem-se pessoas fascinantes, que antes nem apareciam. Eu não privilegiava chefes, grupos familiares, mas procurava ir à roça e acompanhar a atividade de todos. | ” |

Foi agraciada em 2002 comendadora da Ordem Nacional do Mérito Científico.
São de sua autoria Moqueca de maridos (1997) e Tuparis e tarupás (1994).

## Escritos
Livros e coletâneas
- Crônicas despidas e vestidas. São Paulo: Contextos, 2017.
- O ventre emplumado e outros relatos de viagem. São Paulo: Edição da Autora, 2016.
- Moqueca de maridos, mitos eróticos indígenas. Rio de Janeiro: Paz e Terra, 2014.
- Olívia e os índios. São Paulo: Scipione, 2014.
- Vozes da origem. Rio de Janeiro: Record, 2007.
- Diários da Floresta. São Paulo: Editora Ática, 2006.
- Mitos indígenas. São Paulo: Editora Ática, 2006.
- Relatos eróticos indígenas. Barcelona: El aleph, 2005.
- A questão do índio. São Paulo: Editora Ática, 2004.
- Barbecued Hasbands and other stories from the amazon. Londres: Biddles Ltd, 2002.
- O primeiro homem e outros mitos dos índios do brasileiros. Sâo Paulo: Cosac& Naify, 2001.
- Couro dos Espíritos:Namoro, pajés e cura entre os Índios Gavião-Ikolen de Rondônia. São Paulo: Editora Senac e Terceiro Nome, 2001.
- Terra Grávida. São Paulo: Editora Rosa dos Ventos/Record, 1999.
- Vozes de Origem. São Paulo: Editora Ática/IAMA, 1996.
- Unwritten Stories of the Suruí Indians os Rondônia. Austin - Texas: Universidade de Austin, 1995.
- Tuparis e Tarupás: narrativas dos Índios Tuparis de Rondônia. São Paulo: EDUSP/IAMÁ/Brasiliense, 1993.
- Environment, poverty and Indians. Amsterdam: Novib, 1991.
- A questão do Índio. São Paulo: Brasiliense, 1989.
- Nós Paiter: Os Surui de Rondônia. Petrópolis: Editora Vozes, 1985.
- Planejamento no Brasil. São Paulo: Editora Perspectiva, 1970.[5]

## Prêmios
- 1998 — Prêmio de Literatura, APCA - Associação Paulista de Críticos de Arte.

- 2002 — Prêmio Érico Vannucci Mendes, Marta Vannucci/SBPC - Sociedade Brasileira para o Progresso da Ciência/Ministério da Cultura/CNPq. O prêmio recebido pelo conjunto de sua obra reconhece a importância de suas análises da cultura indígena brasileira.[1]

- 2002 — Recebeu o prêmio da Ordem Nacional do Mérito Científico  do Ministério da Ciência e Tecnologia, na categoria Ciências humanas e sociais, em reconhecimento de suas contribuições científicas para o desenvolvimento da ciências no Brasil.